# Michail Konstantinowitsch Anikuschin
Michail Konstantinowitsch Anikuschin (russisch Михаил Константинович Аникушин; * 19. Septemberjul. / 2. Oktober 1917greg. in Moskau; † 18. Mai 1997 in St. Petersburg) war ein russisch-sowjetischer Bildhauer.

## Leben
Der Arbeitersohn Anikuschin aus einer kinderreichen Familie trat 1935 in W. S. Bogatyrjows Vorbereitungsklasse des Leningrader Instituts für Malerei, Bildhauerei und Architektur ein. 1936 studierte er weiter an der Leningrader Kunstmittelschule bei dem Bildhauer Gawriil Alexandrowitsch Schulz und 1937 nun am Leningrader Institut für Malerei, Bildhauerei und Architektur bei den Bildhauern Wiktor Alexandrowitsch Sinaiski und Alexander Terentjewitsch Matwejew. Zu Beginn des Deutsch-Sowjetischen Krieges trat er in die Opoltschenije ein und kämpfte ab November 1941 in der Roten Armee. 1945 setzte er sein Studium am Leningrader Institut für Malerei, Bildhauerei und Architektur fort und schloss es 1947 ab.
Anikuschin vertrat die klassisch-traditionelle Bildhauerei. Er schuf eine Reihe von Puschkin-Skulpturen. Sein bekanntestes Werk ist das Puschkin-Denkmal (1949–1957 mit dem Architekten Wassili Alexandrowitsch Petrow) auf dem Platz der Künste in St. Petersburg. 1970 wurde auf dem Moskauer Platz in Leningrad ein Lenin-Denkmal Anikuschins aufgestellt.
1962 wurde er Ordentliches Mitglied der Akademie der Künste der UdSSR. 1962–1972 leitete er die Leningrader Vereinigung der sowjetischen Künstler wie später auch sein Schüler Sergei Kubassow. Er war 1966–1976 Mitglied der Zentralen Revisionskommission der KPdSU.
Anikuschin war verheiratet mit der Bildhauerin Marija Timofejewna geborene Litowtschenko (1917–2003). Er wurde auf dem St. Petersburger Wolkowo-Friedhof an den Literatenbrücken begraben.
Der 1978 von Nikolai Stepanowitsch Tschernych entdeckte Asteroid (3358) Anikushin trägt Anikuschins Namen. In Kronstadt gibt es die Anikuschin-Kunstschule.

## Ehrungen, Preise
- Medaille „Für heldenmütige Arbeit im Großen Vaterländischen Krieg 1941–1945“
- Medaille „Zum 250-jährigen Jubiläum Leningrads“
- Verdienter Künstler der RSFSR (1957)[2]
- Leninpreis (1958) für das Puschkin-Denkmal auf dem Platz der Künste in Leningrad
- Volkskünstler der UdSSR (1963)[2]
- Orden der Oktoberrevolution (1967)
- Leninorden (1967, 1977)
- Held der sozialistischen Arbeit (1977)[2]
- Orden des Vaterländischen Krieges II. Klasse (1985)
- Repin-Preis der RSFSR (1986) für die Porträtskulpturen der Weberin Walentina Nikolajewna Golubewa, des Arbeiters Wladimir Stepanowitsch Tschitscherow, der Primaballerina Galina Sergejewna Ulanowa und des Komponisten Georgi Wassiljewitsch Swiridow
- Orden des Roten Banners der Arbeit (1987)
- Orden der Völkerfreundschaft (1992)
- Ehrenbürger St. Petersburgs
- Ehrendoktor der St. Petersburger Geisteswissenschaftlichen Gewerkschaftsuniversität

## Werke

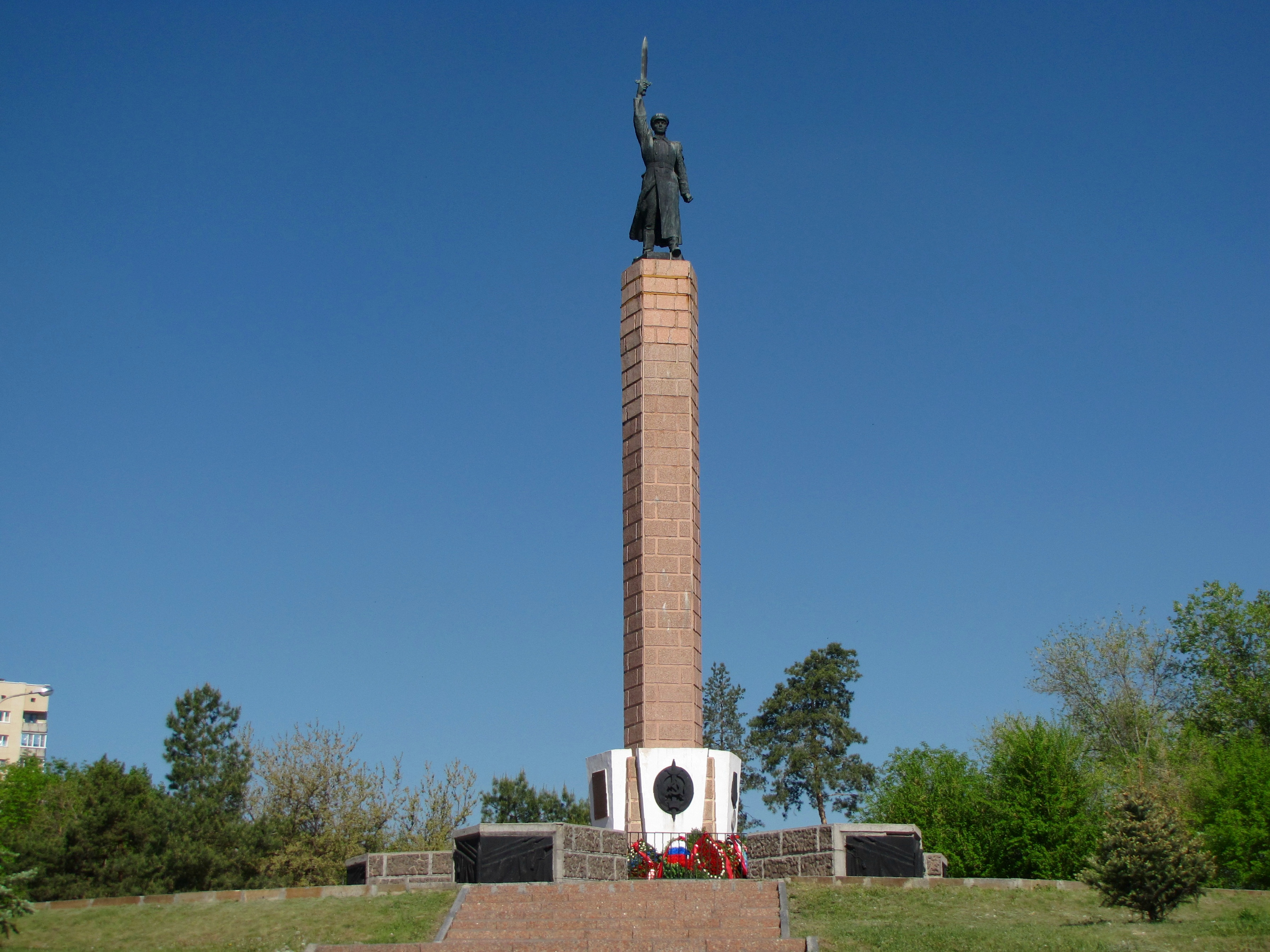
Denkmal der 10. NKWD-Division (1947), Wolgograd
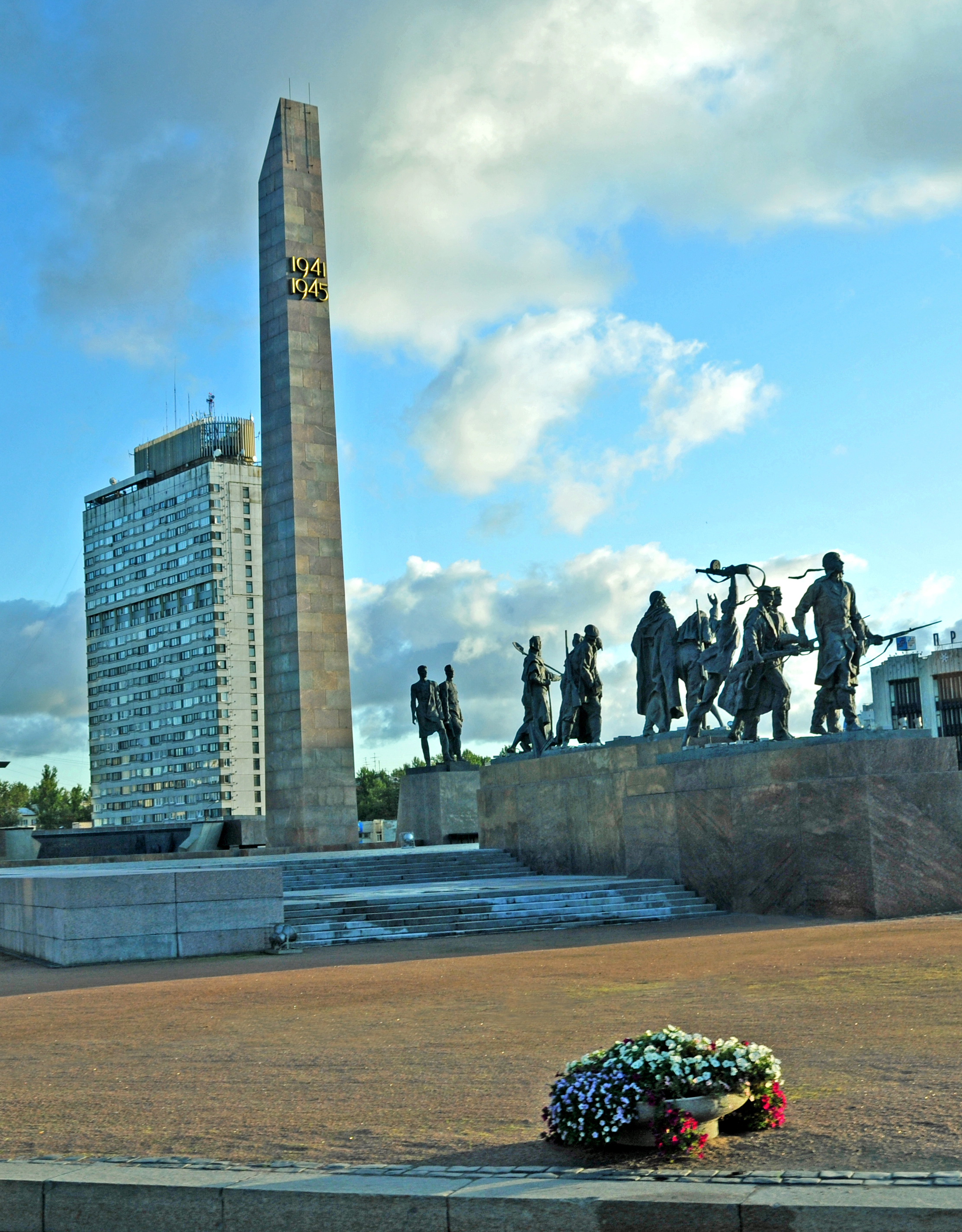
Denkmal der Verteidiger Leningrads (1975), Platz des Sieges, St. Petersburg
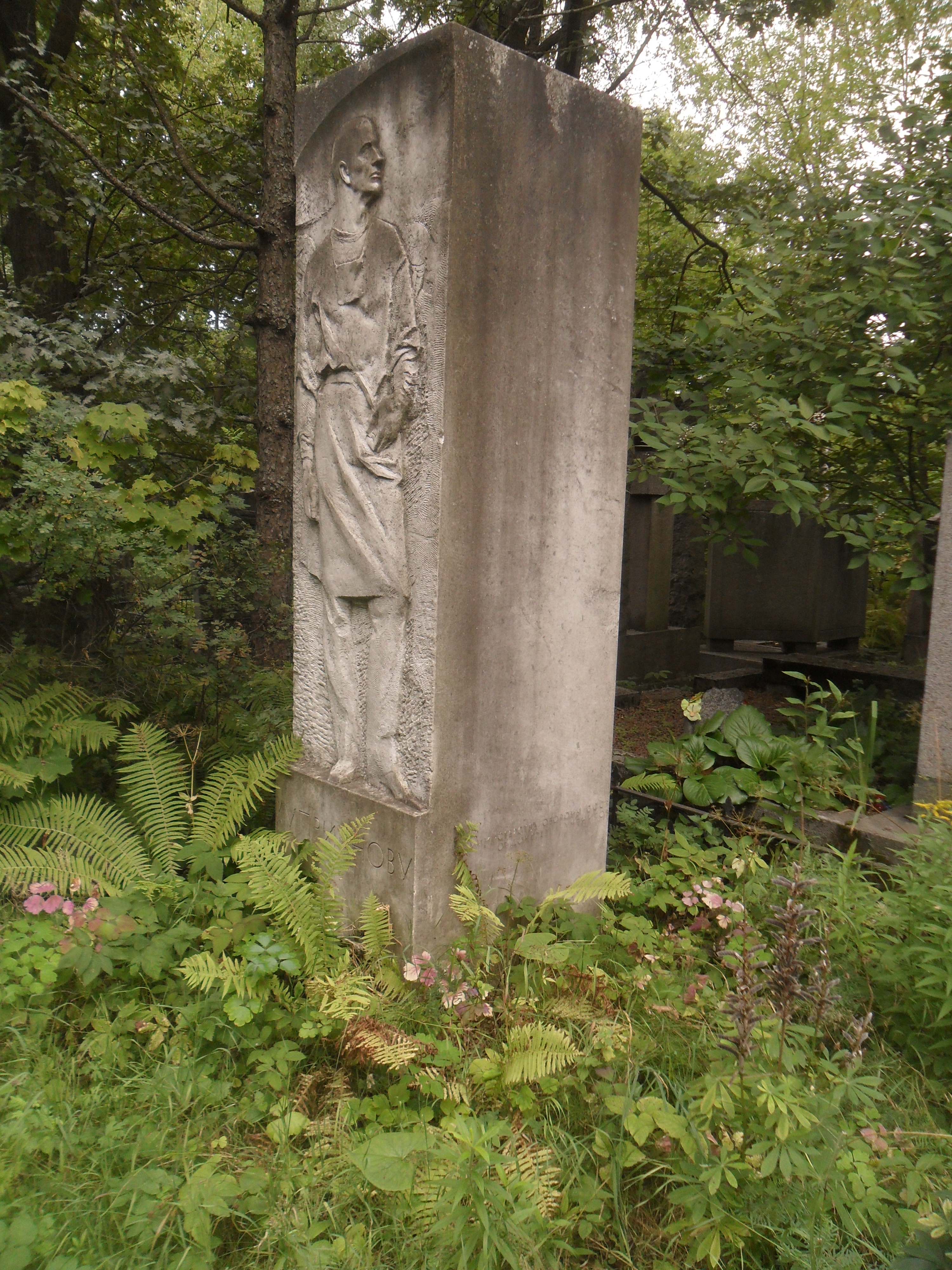
Grabstein des Helden der sozialistischen Arbeit Pjotr Kuprijanow, Bogoslowskoje-Friedhof, St. Petersburg